# Алоїс Їрасек
А́лоїс Ї́расек (інколи також Алоїз; чеськ. Alois Jirásek; 1851, Гронов — 1930, Прага) — чеський романіст і поет.

## Біографічні відомості
Народився 23 серпня 1851 року в місті Гронов у родині шевців-селян.
Вивчав історію та літературу в Карловім університеті у Празі (закінчив 1874 року). Пізніше викладав в училищі в Литомишлі та в тім-таки Карловім університеті у Празі.
Помер у Празі 12 березня 1930 року.

## Творчість
Вірші видавав з 1871 року. Зазнав великого впливу романтизму Вальтера Скотта, Адама Міцкевича, Юзефа Крашевського. Перейшов до прози, де головним джерелом натхненням стала чеська історія, а центральна тема — як чехам осягти національного самоусвідомлення. Відзначився описом чеської давнини, зокрема епохи гуситського руху 14—15 століть; цій темі присвячено його романи «Серед течій» (Mezi proudy, томи 1—3, 1887—1890), «Проти всіх» (Proti všem, 1893), «Братерство» (Bratrstvo, томи 1—3, 1898—1908).
Найбільшого успіху досяг у романтичній епопеї «Ф. Л. Вєк» (F. L. Věk, томи 1—5, 1888—1906), її присвячено боротьбі чехів за національне відродження (18 століття).
У Їрасека простий, прозорий стиль, історичні події він описує живо та реалістично. У його історичних романах відображено дух чеської нації.
Серед його численних творів — історичні драми «Ян Гус» (Jan Hus, 1911), «Ян Жижка» (Jan Žižka, 1903), «Ян Рогач» (Jan Roháč, 1914).

## Українські переклади
- Песиголовці. — К., 1949.
- Вибрані твори. — К., 1951.
- Стародавні чеські легенди. — К., К., 1958.
- Ліхтар. — К., 1959.
- Скалаки. — К., 1967.

Окремі твори Їрасека українською мовою переклали А. Сулименко, С. Масляк, Ю. Лісняк.